# 一年中
『一年中』（いちねんじゅう）は、片平里菜の4枚目のオリジナル・アルバム。2020年1月15日にポニーキャニオンから発売された。

## 概要
ベスト・アルバム『fragment』から1年2か月ぶり、オリジナル・アルバムに限れば『愛のせい』以来2年1か月ぶりとなる。片平本人も「前回のオリジナルアルバムから2年くらい経ちます。お待たせしてしまったので、次は一年中そばにいられるように、季節を感じながら歩んでいく12曲を作品にしました」とコメントしているように、春夏秋冬を通じ恋愛をしたりや夢を追いかけたりして成長する人物の姿をテーマにしたコンセプト・アルバムとなっている。
本作の発売に先駆け、「冬の魔法」「ラズベリータルト」の先行配信が行われ、またリリックビデオが1月11日にYouTube上にて公開された。また、発売後の1月26日には「片平里菜 brand new album『一年中』発売記念　リリースパーティ"冬の魔法"」と題したライヴイベントがマイナビBLITZ赤坂にて開催された。

## 収録曲
全曲作詞：片平里菜
1. デザート (1:40)
  - 作曲：片平里菜 編曲：トオミヨウ
2. 冬の魔法 (3:28)
  - 作曲：片平里菜・渡辺拓也 編曲：渡辺拓也
3. ラズベリータルト (5:00)
  - 作曲：片平里菜・NAOKI-T・大知正紘 編曲：NAOKI-T
4. sunny (album mix) (5:04)
  - 作曲：片平里菜・山本幹宗 編曲：山本幹宗
5. 夏が待ちきれない (3:43) 
  - 作曲：片平里菜・村山☆潤 編曲：村山☆潤
6. 一日中 (2:11)
  - 作曲・編曲：片平里菜

当楽曲のみモノラル音源。
7. JUMP (4:31)
  - 作曲：片平里菜・渡辺拓也 編曲：渡辺拓也
8. 赤い目の空 (4:48) 
  - 作曲：片平里菜・野村陽一郎 編曲：野村陽一郎
9. bloom in the city(album mix) (4:31)
  - 作曲：片平里菜・渡辺拓也 編曲：渡辺拓也
10. オレンジ (3:28) 
  - 作曲：片平里菜・渡辺拓也 編曲：渡辺拓也
11. 晴天の兆し (3:36)
  - 作曲：片平里菜・トオミヨウ 編曲：トオミヨウ
12. 明日には (1:49)
  - 作曲：片平里菜 編曲：トオミヨウ